# Картовиці
Картовиці (пол. Kartowice, нім. Kortnitz) — село в Польщі, у гміні Шпротава Жаґанського повіту Любуського воєводства.
Населення — 137 осіб (2011).
У 1975-1998 роках село належало до Зеленогурського воєводства.

## Демографія
Демографічна структура станом на 31 березня 2011 року:
|          | Загалом | Допрацездатний вік | Працездатний вік | Постпрацездатний вік |
| -------- | ------- | ------------------ | ---------------- | -------------------- |
| Чоловіки | 64      | 14                 | 43               | 7                    |
| Жінки    | 73      | 13                 | 47               | 13                   |
| Разом    | 137     | 27                 | 90               | 20                   |